# سارة غري
سارة غري هي ممثلة كندية، ولدت في 19 مايو 1996 بنانيامو إي في كندا.

## أعمال

### أفلام
- (2014) إذا بقيت[5][6]
- (2017) باور رينجرز[7]

### مسلسلات
- نزل بيتس[8]

## وصلات خارجية
- سارة غري على موقع IMDb (الإنجليزية)
- سارة غري على موقع ألو سيني (الفرنسية)
- سارة غري على موقع أول موفي (الإنجليزية)
- سارة غري على موقع قاعدة بيانات الفيلم (الإنجليزية)
- سارة غري على موقع كينوبويسك (الروسية)